# Бушар, Джеффри
Джеффри Бушар (фр. Geoffrey Bouchard; род. 1 апреля 1992, Дижон,департамент Кот-д’Ор, Франция) — французский профессиональный шоссейный велогонщик, выступающий с 2019 года за команду «AG2R Citroën». Победитель большого числа любительских гонок во Франции. Чемпион Франции среди любителей 2018 года.

## Достижения
2018
Тур Новой Каледонии
1-й в генеральной классификации
1-й в очковой классификации
1-й в горной классификации
 - Чемпионат Франции среди любителей — групповая гонка
Тур Эльзаса
1-й в генеральной классификации
2-й на этап
3-й на Tour du Gévaudan
2019
 Вуэльта Испании — горная классификация
2021
 Джиро д'Италия — горная классификация

### Гранд-туры
| Гонка           | 2019 | 2020 | 2021 |
| --------------- | ---- | ---- | ---- |
| Джиро д'Италия  | —    | 55   | 58   |
| Тур де Франс    | —    | —    | —    |
| Вуэльта Испании | 47   | —    | 14   |